# Ян Дхоревський
Ян Дхоревський (? — ?) — війт Києва часів Великого князівства Литовського, жовнір (військовий). Інколи пишеться як Тхоревський[джерело?].

## Життєпис
Судячи з імені та прізвища, за походженням був поляком, хоча у варіанті написання як «Тхоревський» — можливо є спольщеним варіантом прізвища Тхорів[джерело?]. Його ім'я зафіксовано в акті купівлі-продажу будинку від 10 серпня 1544 року, засвідченого ним самим та міськими урядниками Єськом Черевчейовичем, Максимом Хоничем та Федьком Кушніром. Війтівство отримав як винагороду за військову службу, що зафіксовано у ревізії 1552 року, де у переліку жовнірських будинків у місті згадується і «Дхаровского домъ». Обіймав посаду війта до початку 1548 року.